# تالقات نیقماتولین
تالقات نیقماتولین (تاتاری: Təlğət Qadıyr uğlı Niğmətulin; ۵ مارس ۱۹۴۹ – ۱۱ فوریهٔ ۱۹۸۵) بازیگر مشهور اهل کشور اتحاد جماهیر شوروی سوسیالیستی بود. وی اصالت تاتار-ازبک داشت. از فیلم هایی که وی در آنها بازی کرده می توان به فیلم افسانه سیاوش اشاره نمود.